# Arquidiocese de Chieti-Vasto
A Arquidiocese de Chieti-Vasto (Archidiœcesis Theatina-Vastensis) é uma circunscrição eclesiástica da Igreja Católica situada em Chieti, Itália. Seu atual arcebispo é Bruno Forte. Suas Sés são a Catedral de São Justino (Chieti) e Concatedral de São José (Vasto).
Possui 144 paróquias servidas por 1468 padres, abrangendo uma população de 312 827 habitantes, com 90,9% da dessa população jurisdicionada batizada (284 205 católicos).

## História
A origem da diocese de Chieti é incerta e controversa. A tradição atribui sua fundação a São Justino; embora uma ecclesia sancti Justini esteja documentada desde 840, a tradição que faz deste santo o protobispo da diocese teatina é bastante tardia e remonta apenas ao século XV. A mesma tradição, não anterior ao século XVI, indica, depois de Justino, uma série de doze santos bispos, muitos deles completamente desconhecidos, que a crítica hagiográfica, no entanto, exclui da linhagem de Chieti.
De acordo com Francesco Lanzoni, nenhum dos bispos relatados pela cronologia tradicional anterior ao século IX deve ser considerado autêntico. No entanto, o historiador de Faenza não exclui a antiguidade da diocese, embora não se conheça o nome do bispo, provavelmente já existente antes da invasão lombarda. De fato, ele sustenta que "se não havia [um bispo] na pequena aldeia dos Aequi e dos Marsi, a dos Marruccini não deveria ter faltado. Tampouco é, portanto, improvável que a diocese de Chieti recue pelo menos até o século IV, como, em geral, as dioceses italianas das regiões italianas mais remotas".
Os primeiros bispos teatinos historicamente documentados datam apenas de meados do século IX. O primeiro deles é Teodorico I, que convocou e presidiu um sínodo em Chieti, celebrado em 12 de maio de 840, que mostra a vitalidade e organização da igreja teatina neste período e onde se menciona um antecessor do bispo Teodorico, mas sem mencionar o nome. Os atos relatam, além da existência de uma ecclesia sancti Justini, também aquela ad honorem sancti Thomae, perto da qual foi construído o episcópio, e que se tornou a força motriz da diocese.
A bula do Papa Nicolau II de 2 de maio de 1059 definiu com precisão os limites da diocese. "Eles foram da localidade de Tremonti ao sul de Pescara, sob Popoli, até o Morrone (Monte de Ursa), subiram até Coccia, uma estreita garganta entre Sulmona e Palena, e desceram até o rio Aventino, passando entre Lettopalena e Palena e depois subindo as montanhas Pizzi para chegar ao rio Sinello; continuaram então até o monte de Treste, onde nasce o rio homônimo, e passaram ao monte do Schiavi até o rio Trigno; seguindo o Trigno chegaram ao mar e da foz do Trigno, ao longo da costa do Adriático, chegaram à foz do Pescara para retornar, subindo o rio, para Tremonti".
Em 1 de junho de 1526, com a bula Super universas do Papa Clemente VII, Chieti foi elevada à categoria de arquidiocese metropolitana e as dioceses de Penne, Atri e Lanciano foram atribuídas a ela como sufragâneas. Chieti logo perdeu todas as suas dioceses sufragâneas: primeiro Penne e Atri, voltou à sujeição imediata pelo Papa Paulo III com a bula Inter Cetera de 18 de julho de 1539; depois Lanciano, elevada a arquidiocese pelo Papa Pio IV em 1561; Papa Pio V então restaurou a diocese de Ortona (20 de outubro de 1570) e a declarou sujeita a Chieti.
O Papa Pio IX com a bula In apostolica omnium ecclesiarum de 1853 desmembrou a cidade de Vasto da arquidiocese de Chieti e seus distritos, erigindo uma nova diocese, que foi confiada sob administração perpétua ao arcebispo de Chieti.
Em 2 de março de 1982, com a bula Fructuosa ecclesiae do Papa João Paulo II, duas novas sufragâneas foram anexadas à província eclesiástica de Chieti: Lanciano, que ainda mantinha a dignidade arcebispal, e Ortona, unida aeque principaliter em Lanciano. Em 24 de agosto do mesmo ano terminou o regime de administração perpétua e a diocese de Vasto foi unida aeque principaliter à sé teatina; ao mesmo tempo, o arcebispo Vincenzo Fagiolo também foi nomeado bispo de Vasto.
Em 30 de setembro de 1986, com o decreto Instantibus votis da Congregação para os Bispos, foi estabelecida a união plena das duas dioceses de Chieti e Vasto e o novo distrito eclesiástico assumiu o nome atual: Arquidiocese de Chieti-Vasto.

## Prelados

### Bispos e arcebispos de Chieti
- São Giustino ? †[12]
- Quinto ? † (mencionado em 499)[13]
- Barbato ? † (mencionado em 594)[14]
- Teodorico I † (mencionado em 840)
- Lupo I † (mencionado em 844)
- Pietro I † (mencionado em 853)
- Teodorico II † (antes de 879[15] - 888)
- Atinolfo † (mencionado em 904 circa)[16]
- Rimo † (antes de 962 ?[17] - 964)
- Liuduino † (antes de 972 - 1008)
- Lupo II ? † (1008 - ?)[18]
- Arnolfo † (mencionado em 1049)
- Attone I dei Conti dei Marsi † (11057 - 1071)[19]
- Teuzo † (1073/1074 - ?)[20]
- Rainolfo † (antes de 1086 - circa 1105)[21]
- Ruggero † (? - 1107)[21]
- Alberico, O.S.B. † (? - circa 1110)[21]
- Guglielmo I † (1111 - 1117)[21]
- Andrea I † (mencionado em 1118)[21]
- Gerardo † (1118 - circa 1125)[21]
- Attone II † (mencionado em 1125)[22]
- Rustico † (mencionado em 1137)
- Roberto † (antes de 1140 - depois de 1144)
- Alanno (o Alando) † (antes de 1154 - depois de 1157)[23]
- Andrea II † (antes de 1173 - depois de 1185)[24]
- Pietro II ? † (mencionado em 1191)[25]
- Bartolomeo † (1192 - depois de 1231)[24]
- Rainaldo ? †[25]
- Gregorio di Poli † (antes de 1234 - 1238)[24]
- Landolfo di Napoli (Caracciolo ?) † (documentado como episcopus electus em 1252)[24]
- Alessandro de Frescarosa da Capua † (1252[26] - depois de 1259)[24]
- Nicola da Fossa, O. Cist. † (1262 - depois de 1278)[24]
- Tommaso † (1286 - 1291)
- Guglielmo † (mencionado em 1193)
- Rinaldo, O.P. † (1295 - circa 1303)
- Mattia † (1303)
- Pietro III † (1303 - 1320)
- Raimondo de Mausaco, O. Min. † (1321 - 1326)
- Giovanni Crispano de Rocca † (1326 - 1335)
- Pietro Ferri † (1336 - 1336)
- Beltramino Parravicini † (1336 - 1339)
- Guglielmo Capodiferro † (1340 - 1352)
- Bartolomeo Papazzurri, O.P. † (1353 - 1363)
- Vitale da Bologna, O.S.M. † (1363 - 1373)
- Eleazario da Sabrano † (1373 - 1378)
  - Tommaso † (11378 - ?) (pseudobispo)
- Giovanni da Comino, O.S.B. Coel. † (1379 - 1396)
- Guglielmo Carbone † (1396 - 1418)
- Nicola Viviani † (1419 - 1428)
- Marino de Tocco † (1429 - 1438)
  - Giovanni Battista della Buona † (1438 - 1445) (bispo eleito)
- Colantonio Valignani † (1445 - 1488)
  - Alfonso d'Aragona † (1488 - 1496) (bispo eleito)
- Giacomo Bacio Terracina † (1496 - 1499)
  - Oliviero Carafa † (1500 - 1501) (administrador apostólico)
- Bernardino Carafa † (1501 - 1505)
- Gian Pietro Carafa † (1505 - 1518 )
  - Gian Pietro Carafa † (1518 - 1524) (administrador apostólico)
- Felice Trofino † (1524 - 1527)
- Guido de' Medici † (1528 - 1537)
- Gian Pietro Carafa † (1537 - 1549)
- Bernardino Maffei † (1549 - 1553)
- Marcantonio Maffei † (1553 - 1568)
- Giovanni Oliva † (1568 - 1577)
- Girolamo Leoni † (1577 - 1578)
- Cesare Busdrago † (1578 - 1585)
- Giovanni Battista Castrucci † (1585 - 1591)
- Orazio Sanminiato † (1591 - 1592)
- Matteo Sanminiato † (1592 - 1607)
- Anselmo Marzato, O.F.M. Cap. † (1607 - 1607)
- Orazio Maffei † (1607 - 1609)
- Volpiano Volpi † (1609 - 1615)
- Paolo Tolosa, C.R. † (1615 - 1618)
- Marsilio Peruzzi † (1618 - 1631)
- Antonio Santacroce † (1631 - 1636)
- Stefano Sauli † (1638 - 1649)
- Vincenzo Rabatta † (1649 - 1653)
- Angelo Maria Ciria, O.S.M. † (1654 - 1656)
- Modesto Gavazzi, O.F.M. Conv. † (1657 - 1657)
- Niccolò Radulovich † (1659 - 1702)
- Vincenzo Capece † (1703 - 1722)
- Filippo Valignani, O.P. † (1722 - 1737)
- Michele Palma † (1737 - 1755)
- Nicola Sánchez de Luna † (1755 - 1764)
- Francesco Brancia † (1764 - 1770)
- Luigi del Giudice, O.S.B. Coel. † (1770 - 1790)
- Ambrogio Mirelli, O.S.B. † (1792 - 1795)
- Francesco Saverio Bassi, O.S.B. Coel. † (1797 - 1821)
- Carlo Maria Cernelli † (1822 - 1837)
- Giosuè Maria Saggese, C.SS.R. † (1838 - 1852)
- Michele Manzo † (1852 - 1853)

### Arcebispos de Chieti e administradores apostólicos de Vasto
- Michele Manzo † (1853 - 1856)
- Luigi Maria de Marinis † (1856 - 1877)
- Fulco Luigi Ruffo-Scilla † (1877 - 1887)
- Rocco Cocchia, O.F.M. Cap. † (1887 - 1900)
- Gennaro Costagliola, C.M. † (1901 - 1919)
- Nicola Monterisi † (1919 - 1929)
- Giuseppe Venturi † (1931 - 1947)
- Giovanni Battista Bosio † (1948 - 1967)
- Loris Francesco Capovilla † (1967 - 1971)
- Vincenzo Fagiolo † (1971 - 1982)

### Arcebispos de Chieti e bispos de Vasto
- Vincenzo Fagiolo † (1982 - 1984)
- Antonio Valentini † (1984 - 1986)

### Arcebispos de Chieti-Vasto
- Antonio Valentini † (1986 - 1993)
- Edoardo Menichelli (1994 - 2004)
- Bruno Forte (desde 2004)